# Príncipesiska
Príncipesiska (Crithagra rufobrunnea) är en fågel i familjen finkar inom ordningen tättingar. Den förekommer enbart på öar i Guineabukten utanför Afrikas västra kust. Beståndet anses vara livskraftigt.

## Utseende och läte
Príncipesiskan är en anspråkslöst färgad fink med nästan sjaskig fjäderdräkt, skär näbb och ljus strupe. Färgen i övrigt skiljer sig geografiskt, från gråbrun på São Tomé till mer beige- eller kanelbrun på Príncipe. Sången varierar, men är vanligen en gäll snabb serie med ljusa toner. Lätet återges i engelsk litteratur som ett böjt ”tshweet". Enda förväxlingsrisken på São Tomé är stenknäckssiskan, men denna är mycket större, mer kastanjebrun och mycket sällsynt.

## Utbredning och systematik
Príncipesiska förekommer på öar i Guineabukten. Den delas in i tre underarter med följande utbredning:
- Crithagra rufobrunnea rufobrunnea – Príncipe
- Crithagra rufobrunnea thomensis – São Tomé
- Crithagra rufobrunnea fradei – Caroo Island

Tidigare placerades den ofta i släktet Serinus, men DNA-studier visar att den liksom ett stort antal afrikanska arter endast är avlägset släkt med t.ex. gulhämpling (S. serinus).

## Levnadssätt
Príncipesiskan är vanlig på São Tomé i de flesta miljöer från urskog till trädgårdar upp till 1500 meters höjd. På Príncipe är den istället ovanlig och är begränsad till skogsområden.

## Status
Arten har ett litet utbredningsområde, men beståndet anses vara stabilt. IUCN kategoriserar arten som livskraftig.